# Parc naturel du monastère de Rila
Le parc naturel du monastère de Rila, (en bulgare : Природен парк "Рилски манастир"), fait partie des plus grands parcs naturels de Bulgarie couvrant un territoire de 273,71 km2, dans la partie ouest de Rila : il comprend un massif montagneux, dont le point culminant, Mousala s'élève à 2 925 mètres. Il est situé dans l'oblast Kyoustendil et comprend des forêts, prairies de montagne, des zones alpines et 28 lacs glaciaires. Avec un peu plus de 1 million de visiteurs, il est le deuxième parc naturel le plus visité du pays, après le parc naturel Vitocha.
Le parc est  créé en 1992 dans le cadre de la fondation du Parc national de Rila. En 2000, une partie du territoire du parc national est réaffecté au monastère de Rila et il est reclassé comme parc naturel, car par la loi bulgare, toutes les terres des parcs nationaux appartiennent exclusivement à l'État. En 2016, la plupart du parc est détenu par le monastère. Ce parc comprend une réserve naturelle, la forêt du monastère de Rila, d'une superficie de 36,65 km2, soit 14 % du territoire total.
Le parc fait partie des forêts mixtes d'altitude des Rhodopes et des forêts tempérées décidues et mixtes de l'écorégion du Paléarctique. Il y a environ 1 400 espèces de plantes vasculaires, 282 espèces de mousses et 130 espèces d'algues d'eau douce. La faune est représentée par 52 espèces de mammifères, 122 espèces d'oiseaux, 12 espèces de reptiles, 11 espèces d'amphibiens, 5 espèces de poissons, ainsi que 2 600 espèces d'invertébrés.
Le parc est nommé d'après le monastère de Rila, un centre culturel et spirituel bulgare, fondé lors du Premier Empire bulgare au Xe siècle par saint Jean de Rila. Il est inscrit sur la liste du patrimoine mondial de l'UNESCO depuis 1983.

## Administration du parc et histoire de sa propriété
Le parc naturel du monastère de Rila est administré par une direction de la ville de Rila, subordonnée à l'agence exécutive des forêts du Ministère de l'Environnement et de l'Eau de la Bulgarie. La direction met en œuvre la politique de l’État concernant la gestion et le contrôle de la zone protégée et contrôle la coordination entre le propriétaire de la plus grande partie du parc, c'est-à-dire l'Église orthodoxe de Bulgarie et les institutions de l’État. Il maintient les écosystèmes et la biodiversité et encourage le tourisme dans le respect de l'environnement.

## Source
- (en) Cet article est partiellement ou en totalité issu de l’article de Wikipédia en anglais intitulé « Rila Monastery Nature Park » (voir la liste des auteurs).